# Forra di Rio Chiaro
Forra di Rio Chiaro este o arie protejată (arie specială de conservare — SAC, sit de importanță comunitară — SCI) din Italia întinsă pe o suprafață de 47 ha, integral pe uscat.

## Localizare
Centrul sitului Forra di Rio Chiaro este situat la coordonatele 41°34′44″N 14°06′06″E / 41.578889°N 14.101667°E.

## Înființare
Situl Forra di Rio Chiaro a fost declarat sit de importanță comunitară în septembrie 1995 pentru a proteja un număr necunoscut de specii din flora spontană și fauna sălbatică aflate în arealul zonei. Situl a fost protejat și ca arie specială de conservare în martie 2017.

## Biodiversitate
Situată în ecoregiunea mediteraneană, aria protejată conține 1 habitat natural: Păduri de stejar alb estice.
La baza desemnării sitului se află un număr nedeclarat de specii protejate.
Pe lângă speciile protejate, pe teritoriul sitului au mai fost identificate 3 specii de plante, 1 specie de amfibieni.